# Barra do Choça
Barra do Choça este un oraș în unitatea federativă Bahia (BA), Brazilia.